# Kristoffer Olsson (fotbollsspelare)
Mats Kristoffer Olsson, född 30 juni 1995 i Vrinnevi församling i Norrköping, är en svensk fotbollsspelare som spelar för IK Sleipner. 

## Klubblagskarriär

### Tidig karriär
Olsson är född och uppvuxen i Norrköping och började sin fotbollskarriär i det lokala laget IK Sleipner. Som 13-åring erbjöds Olsson ett juniorkontrakt med den engelska storklubben Chelsea, men han valde att tacka nej och flyttade istället till IFK Norrköping. När Olsson var 16 år fick han intresse från flera stora europeiska klubbar såsom Juventus och Ajax. Den svenska klubben IFK Göteborg visade också intresse att signa honom. Det slutade sedan med att han skrev på för Londonlaget Arsenal. Väl i Arsenal spelade han för U16-laget där han var en viktig spelare för lagets framgångar. Han blev därefter uttagen till klubbens A-lag när det skulle delta i Ferrolli Cup och Nike Cup. Olsson avslöjade senare anledningen till att han valde just Arsenal från första början. Det var drivkraften från Arsenal Academy-chefen, Liam Brady, som övertalade Arsène Wenger att prata med Olsson, Wenger övertalade då Olsson att skriva på för klubben.

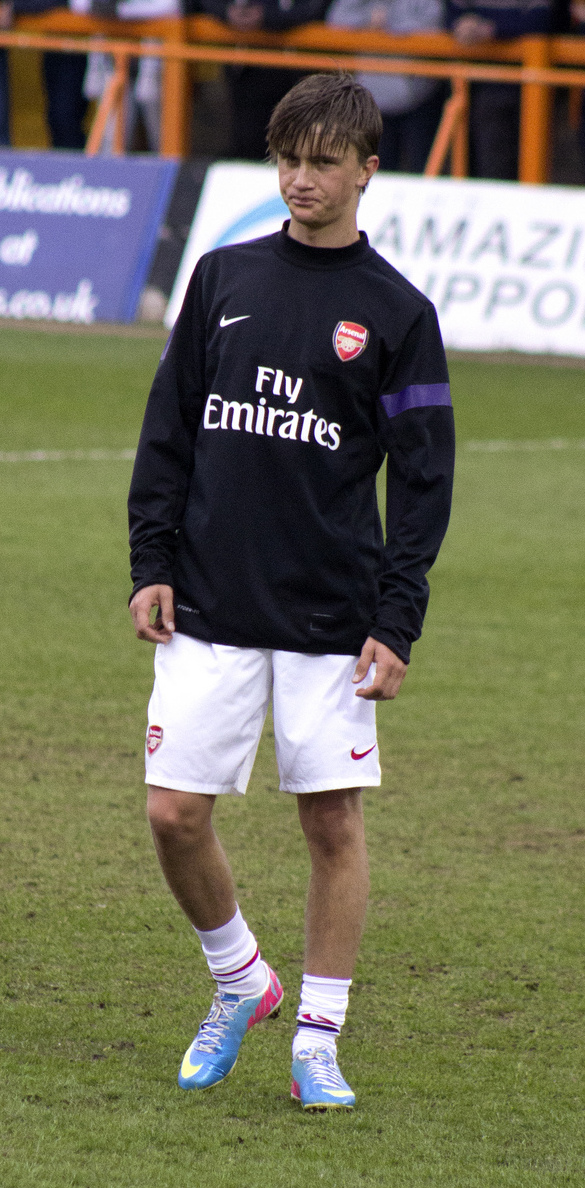
Olsson i Arsenal 2012.

### Arsenal
Olsson visade upp sig första gången i Arsenals A-lag under deras försäsongsturné 2013. Han gjorde sitt första mål för klubben mot Indonesiens fotbollslandslag på Gelora Bung Karno Stadium i Jakarta efter ett inlägg från Tomáš Rosický som Olsson förvaltade. Matchen slutade 6–0 till Arsenal. Olsson gjorde sin tävlingsdebut för Arsenal den 25 september 2013 när han ersatte Isaac Hayden i den 84:e matchminuten i ligacupen mot West Bromwich Albion. Han gjorde även ett straffmål då matchen gick till straffar där Arsenal kom ut som vinnare och gick därmed vidare till nästa omgång.

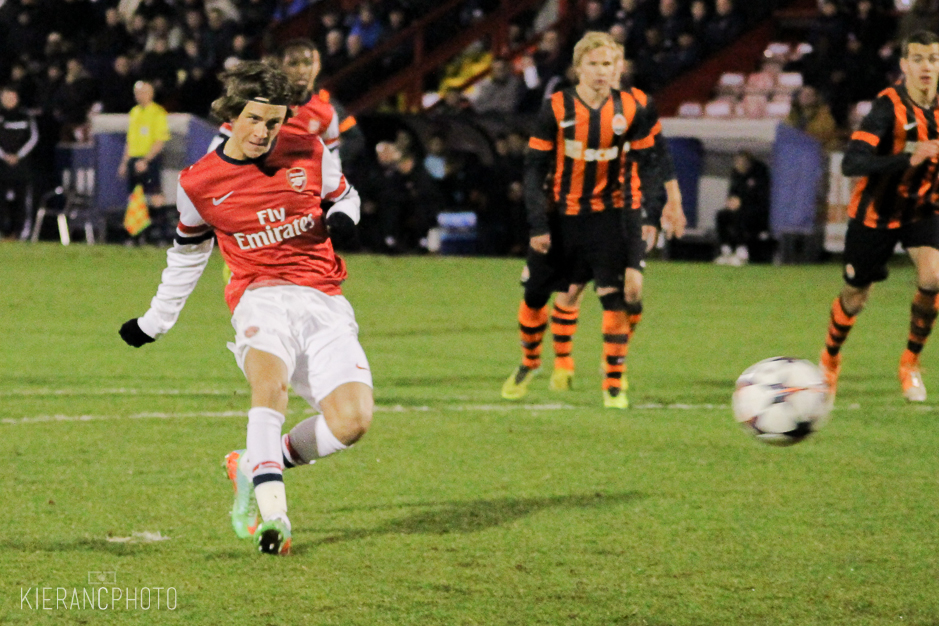
Olsson tar en straff för Arsenal mot Sjachtar Donetsk, den 25 februari 2014.

### FC Midtjylland
Olsson lämnade Arsenal för spel i danska Midtjylland hösten 2014 på ett låneavtal till slutet av 2014. Han gjorde sin debut för klubben i en match som slutade 3–2 mot Odense BK då han kom in från bänken i den 78:e matchminuten.
Den 27 december 2014 bekräftade den danska klubben att en överenskommelse hade gjorts med Arsenal för att göra Olssons låneavtal till en permanent övergång. Olsson skrev då på ett kontrakt med Midtjylland.  som sträckte sig över tre och ett halvt år.
Under åren i FC Midtjylland noterades han för 50 matcher i Superligan, den danska högstaligan, och även matcher i Uefa Europa League samt Uefa Champions League. Under den första säsongen vann Olsson ligan med Midtjylland och säsongen 2015/16 slutade man på tredje plats, tolv poäng efter seriesegrarna FC Köpenhamn.

### AIK
Den 31 januari 2017 värvades Olsson av AIK, där han skrev på ett fyraårskontrakt.
Tävlingsdebuten i AIK skedde den 19 februari 2017, hemma mot Gais i den första omgången av Svenska cupens gruppspel 2016/17 inför 3 495 åskådare på Skytteholms IP i Solna, en match som AIK vann med 1–0. Olsson inledde dock matchen på bänken i tröja nummer 7, men byttes in istället för Amin Affane i den 65:e minuten. Efter 91 sekunder på planen drog han på sig ett gult kort för hårt spel och han noterades även för två avslut i matchen. Den 2 april 2017 debuterade Kristoffer Olsson i Allsvenskan då AIK tog emot BK Häcken (0–0) inför 26 812 åskådare på Friends Arena i Solna i den allsvenska premiären. Det första målet för AIK gjorde han i hemmamötet med KÍ Klaksvík (5–0) från Färöarna i den första kvalomgången i Uefa Europa League 2017/18 inför 6 257 åskådare på Friends Arena den 6 juli 2017. Kristoffer svarade då för 4–0-målet i den 24:e minuten. Den 13 augusti 2017 noterades Olsson för sitt första mål allsvenskan i matchen mellan AIK och AFC Eskilstuna som slutade 1–1.
Det blev under 2017 spel i 39 av AIK:s tävlingsmatcher, varav 35 från start, och han svarade för tre mål och åtta målgivande passningar då AIK slutade på andra plats i Allsvenskan, tog sig till kvartsfinal i Svenska cupen och avancerade till den tredje kvalomgången i Uefa Europa League. Förutom debutmålet och målet mot AFC Eskilstuna gjorde han mål borta mot rivalen Hammarby (1–1) den 10 september 2017 då han slog in en frispark i mål.

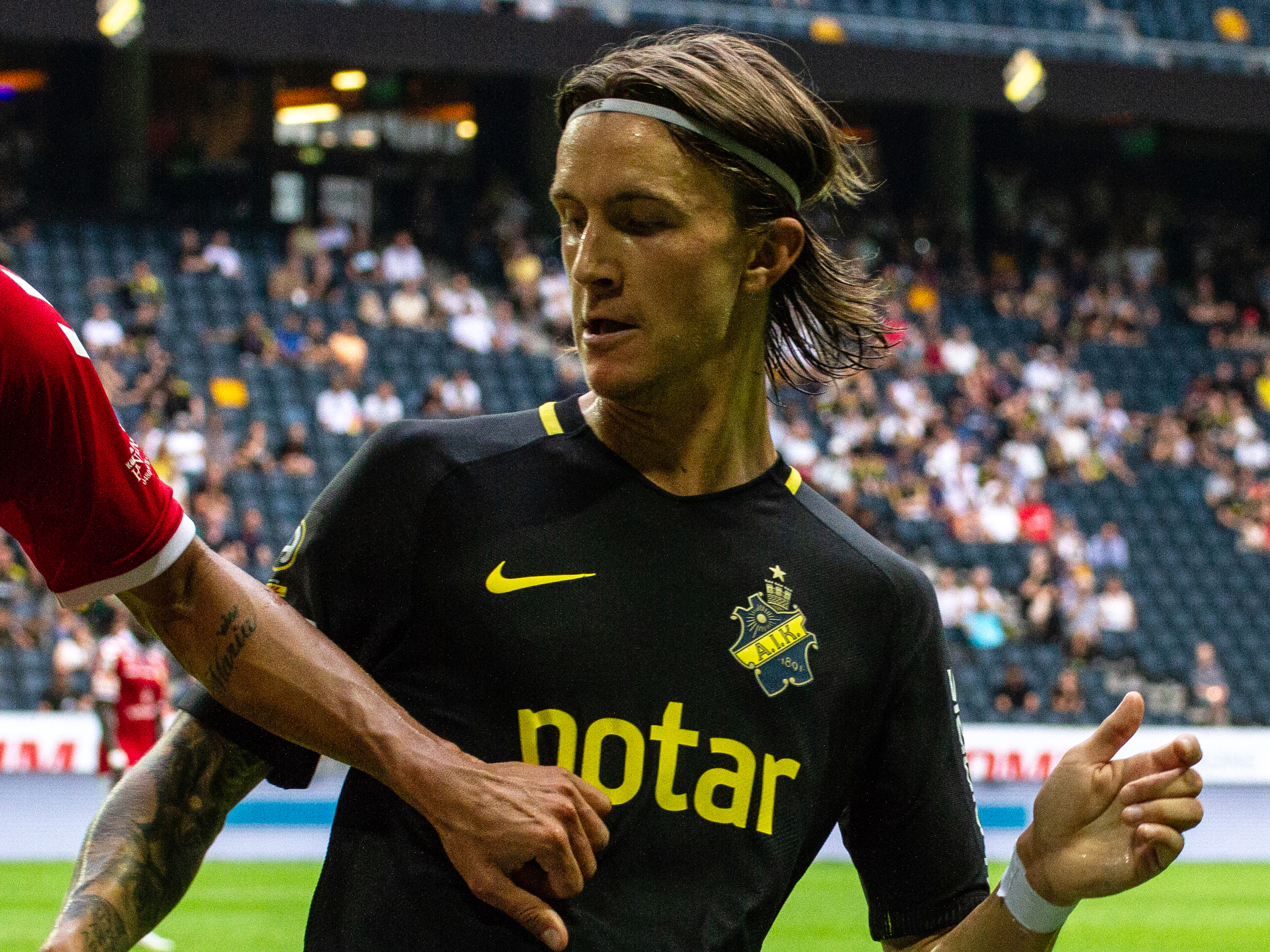
Olsson i AIK 2018.

2018 var Kristoffer Olsson en av Allsvenskans absolut bästa spelare och fick bland annat utmärkelsen Årets mittfältare i Allsvenskans Stora Pris efter säsongen. Från sin mittfältsposition ledde han AIK mot SM-guld och spelade samtliga allsvenska matcher utom en. I den 29:e omgången drog han på sig sitt tredje gula kort och missade därmed avslutningen borta mot Kalmar FF (1–0) den 11 november 2018 då AIK inför 11 991 åskådare på Guldfågeln Arena i Kalmar säkrade klubbens tolfte SM-guld. Under säsongen 2018 spelade Olsson 38 tävlingsmatcher för AIK, varav 37 från start, och han svarade för sex mål och sju målgivande passningar då man blev svenska mästare, tog sig till semifinal i Svenska cupen och avancerade till den andra kvalomgången i Uefa Europa League. Målen under 2018 kom hemma mot Halmstads BK (3–1) i Svenska cupen den 4 mars, hemma mot IFK Göteborg (2–0) den 22 april, hemma mot IFK Norrköping FK (3–3) den 26 maj, borta mot Trelleborgs FF (4–1) den 7 juli, borta mot Dalkurd FF (4–0) den 30 september och hemma mot Örebro SK (1–1) den 7 oktober.
Det blev sammanlagt 77 tävlingsmatcher samt nio mål och 15 målgivande passningar för Olsson i AIK-tröjan.

### FK Krasnodar
Den 7 januari 2019 blev det officiellt att Olsson skrivit på för den ryska klubben FK Krasnodar. Det har spekulerats i en prislapp på omkring 45–50 miljoner kronor, som Sportbladet avslöjade redan den 19 december 2018, och enligt AIK:s egen information tjänade klubben mellan 20 och 40 miljoner kronor på Olsson efter att agentarvoden och summan för den vidareförsäljningsklausul från den tidigare klubben Midtjylland hade betalats. Han gjorde sin debut den 14 februari 2019 i en Europa League-match mot tyska Bayer 04. 

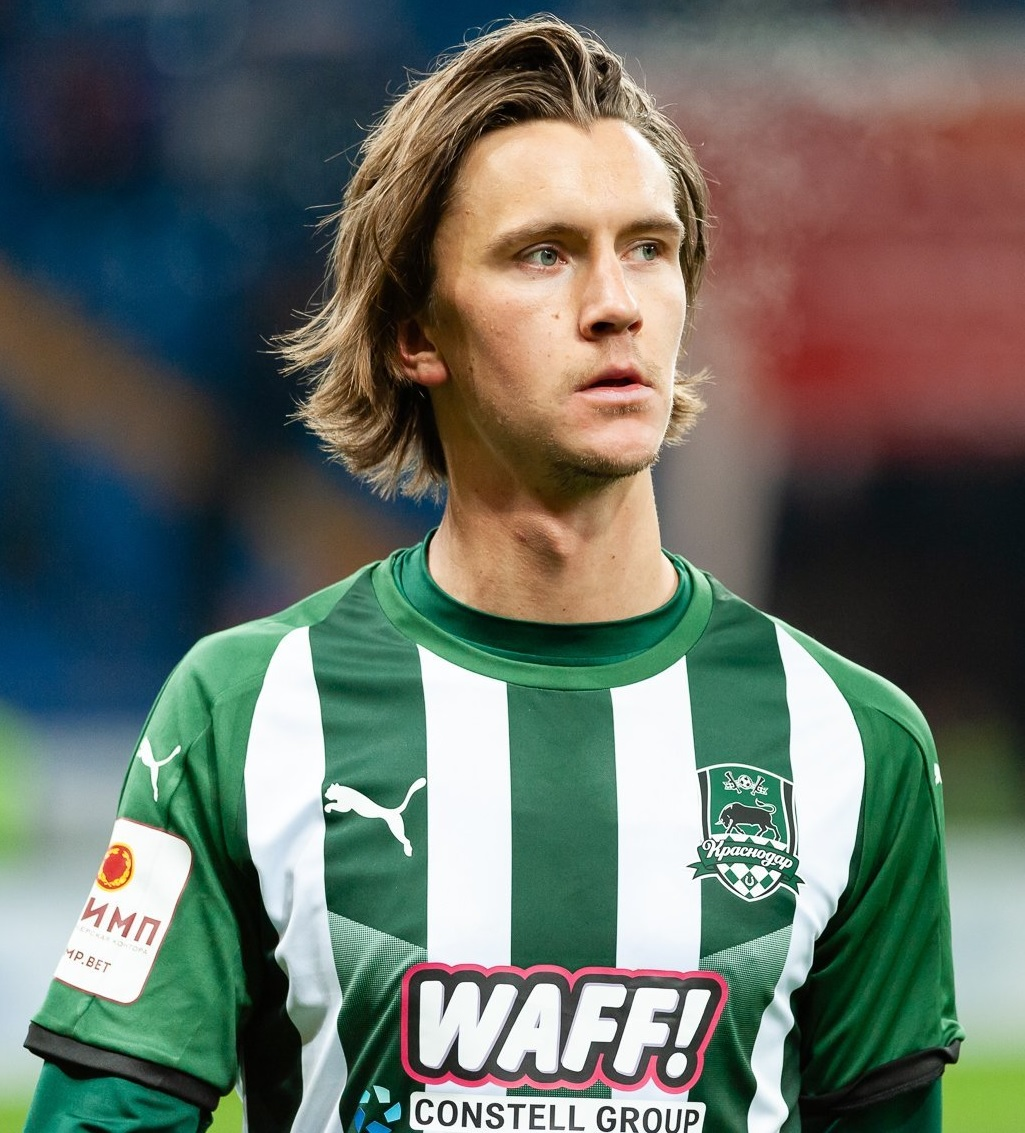
Olsson i Krasnodar 2019.

Den 1 september 2019, i en bortamatch mot Ural, gjorde han sin första målgivande passning då han assisterade till Ari, Matchen slutade sedan i en seger med 4–2. I den följande matchen, den 15 september 2019, hemma mot Krylia Sovetov gjorde han sitt första mål för klubben då man även där vann med 4–2. Den 1 juli 2020, i en bortamatch mot Rostov, gjorde han en assist till sin svenska lagkamrat Marcus Berg (1–1). I en hemmamatch mot Zenit den 5 juli 2020 stod han för ytterligare en assist, denna gång till Daniil Utkin då Krasnodar föll med 4–2. I slutet av säsongen 2019/2020 vann med Krasnodar bronsmedaljen i Premjer-Liga.

### Anderlecht
Den 21 juli 2021 skrev Olsson på för den belgiska klubben RSC Anderlecht i Jupiler Pro League. Kontraktet gjorde honom knuten till klubben fram till och med sommaren 2026.

### Lån till FC Midtjylland
Den 31 augusti 2022 återvände Olsson till FC Midtjylland på ett låneavtal över säsongen 2022/2023 med option för köp.
20 februari 2024 kollapsade han i sitt hem och kom att vårdas i respirator på sjukhus för akut hjärnsjukdom till följd av blodproppar i hjärnan.

### IK Sleipner
Den 1 juli 2025 blev det klart att Kristoffer Olsson planerar comeback på planen i division 2 klubben IK Sleipner från Norrköping efter att ha tränat med IFK Norrköping en period.

## Landslagskarriär
Olsson blev uttagen till svenska herrlandslagets januariturné 2015 i Abu Dhabi. Oturligt nog för Olsson trampade han snett på en träning och skickades då hem för rehabilitering. Den 8 januari 2017 debuterade Olsson i Sveriges A-landslag i en 2–1-förlust mot Elfenbenskusten. Olsson kallades i maj 2017 till Sveriges trupp för U21-Europamästerskapet i fotboll i Polen.
2019 spelade Olsson i samtliga tio EM-kvalmatcher och i EM 2020 startade han i Sveriges samtliga fyra matcher. 
Olsson spelade även i samtliga VM-kvalmatcher till VM 2022 i Qatar. Ett mästerskap som Sverige missade då de förlorade i den sista Play-off matchen mot Polen. Det blev bara en match från start för Olsson i kvalspelet till EM 2024, den 24 mars 2023 i matchen mot Belgien på Strawberry Arena, som slutade med en 0-3 förlust.